# قطار شهری دوسلدورف
قطار شهری دوسلدورف (آلمانی: Düsseldorf Stadtbahn) سامانه ترابری عمومی ریلی در شهر دوسلدورف، آلمان است که شامل اس-بان راین-رور و تراموا دوسلدورف می‌شود.
این قطار شهری که در سال ۱۹۸۸ تأسیس شده دارای ۱۱ خط، ۱۶۱ ایستگاه و ۶۸٫۵ کیلومتر طول می‌باشد.

## نگارخانه

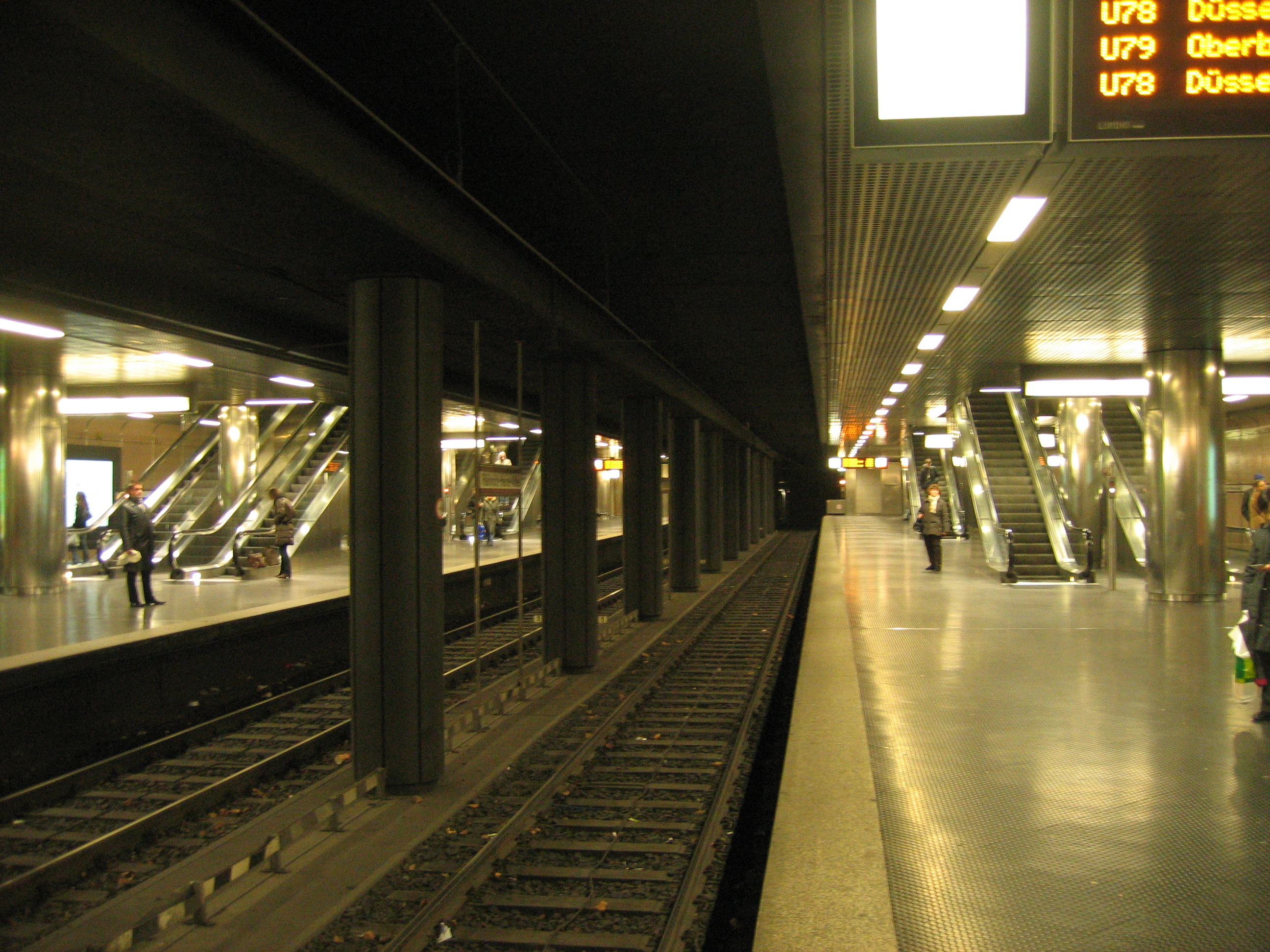
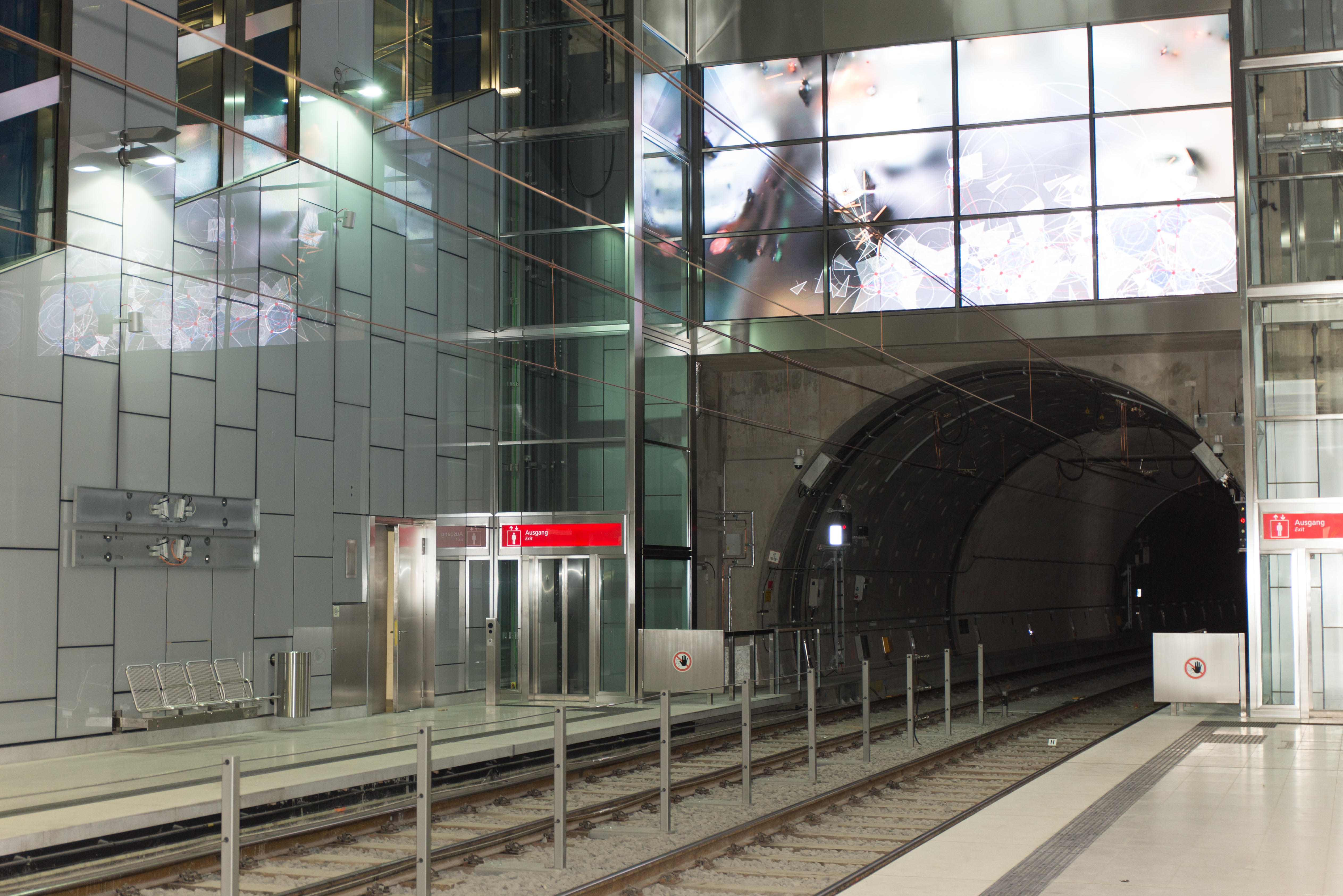
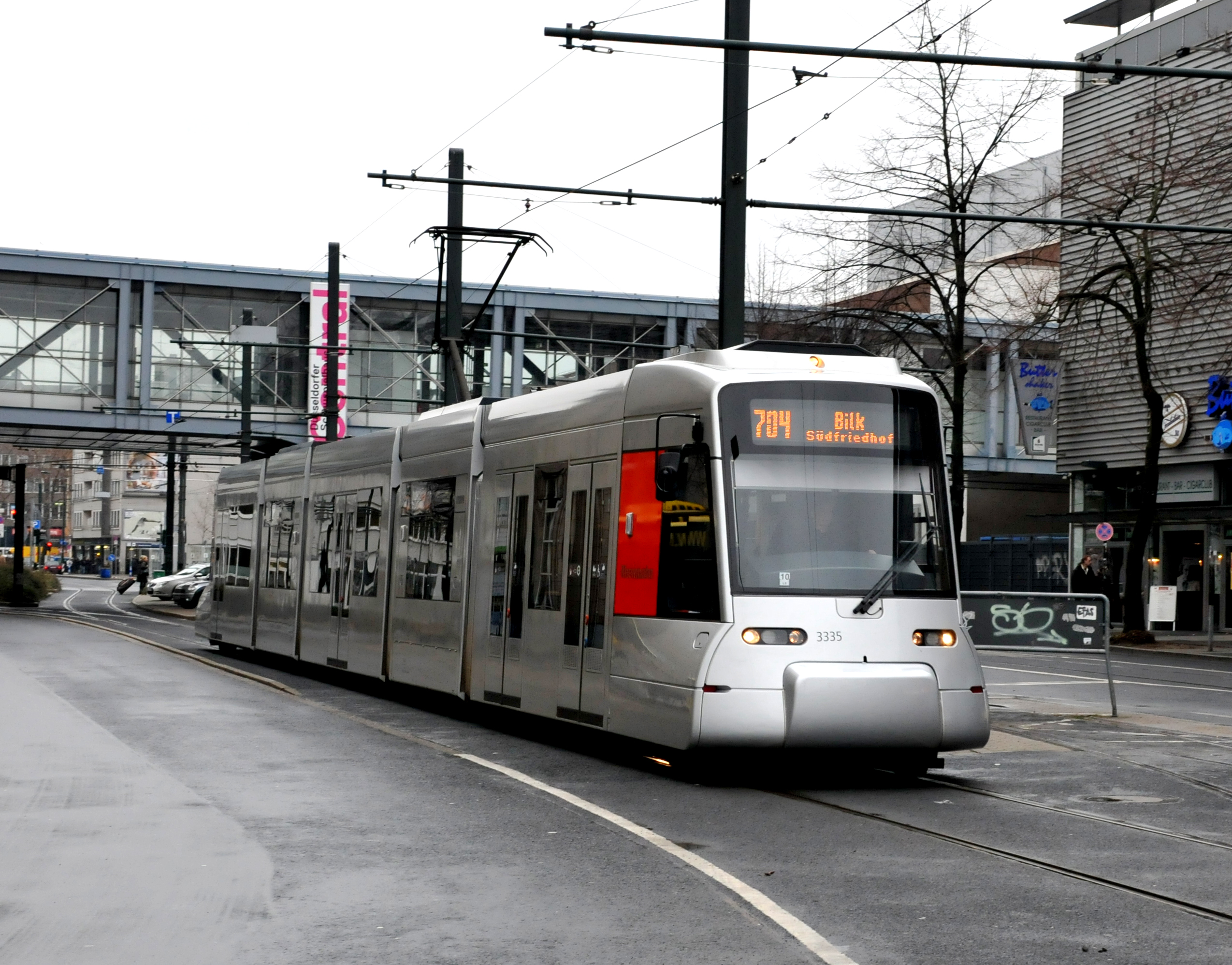
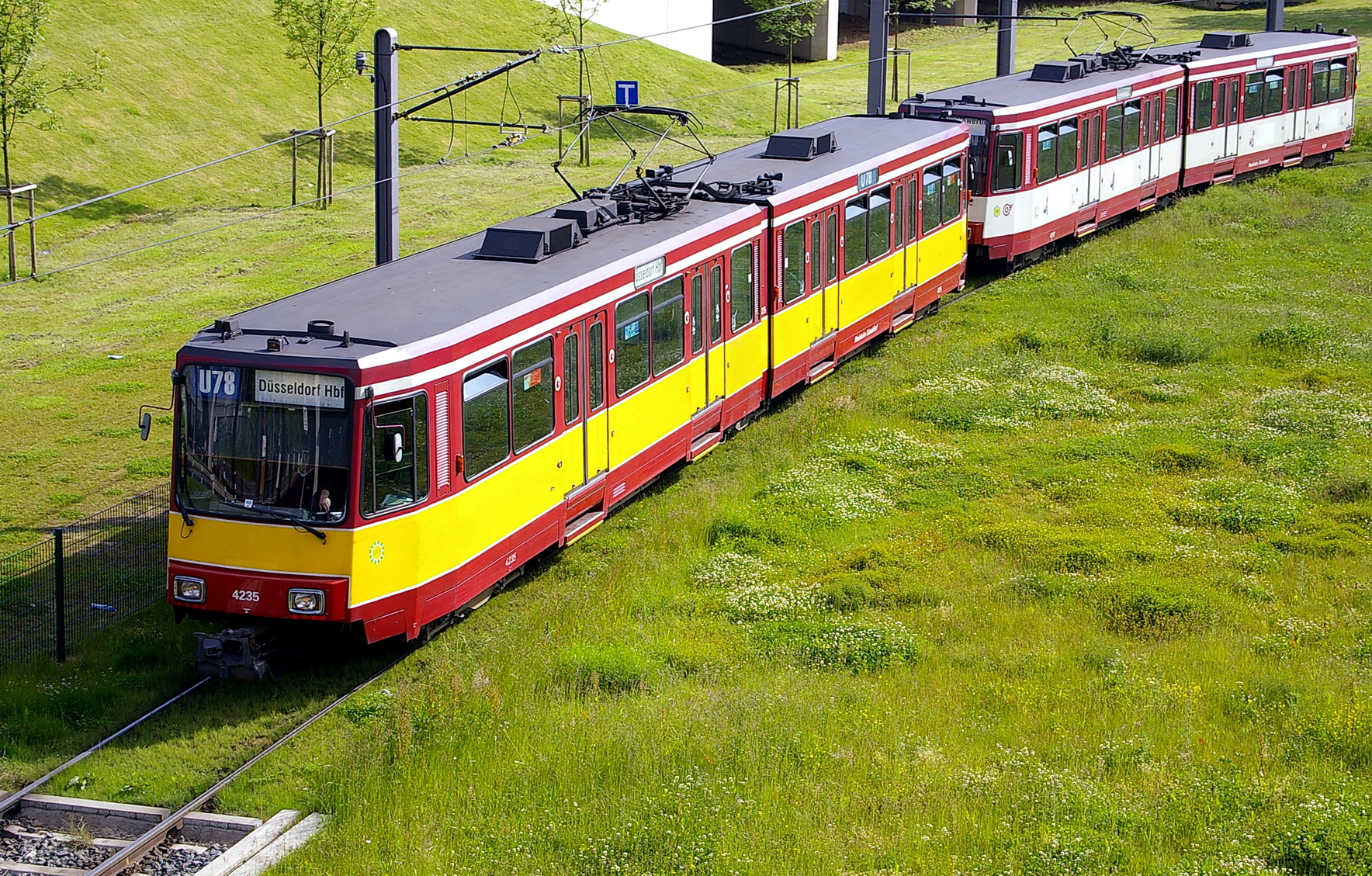
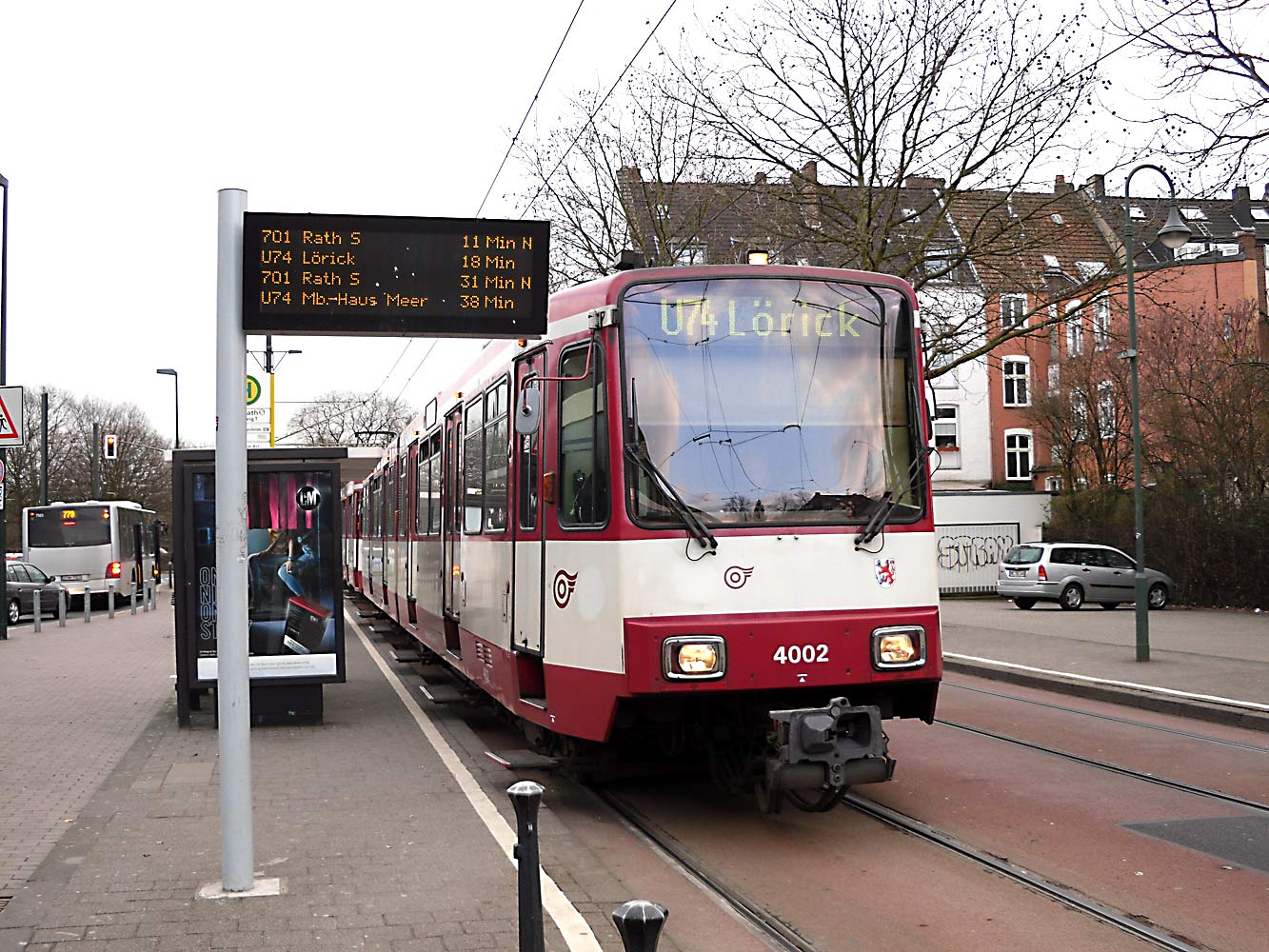
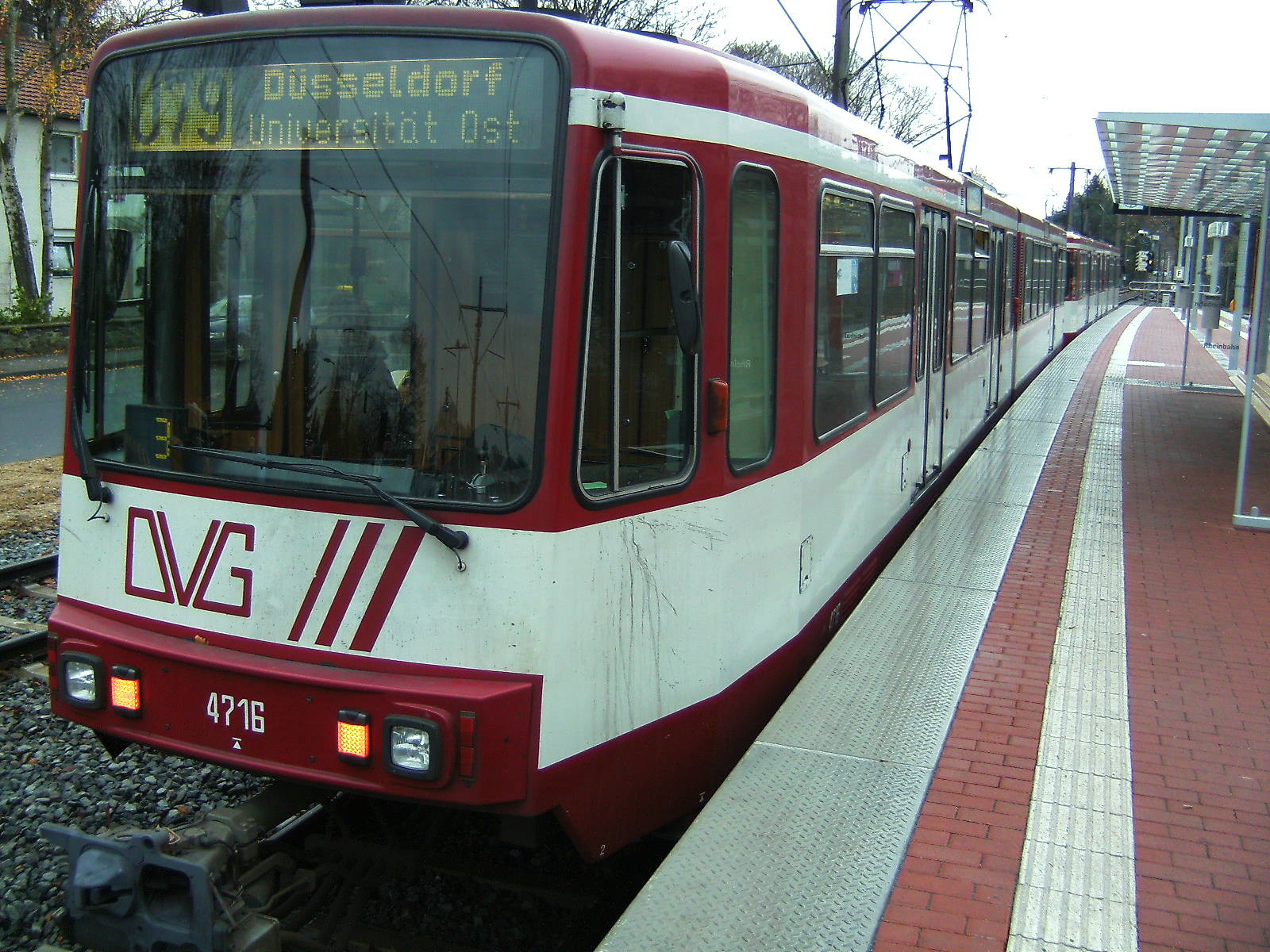